# Philipp Krummel (Politiker, 1795)
Johann Philipp Krummel (* 23. August 1795 in Altwildungen; † 17. August 1872 ebenda) war ein deutscher Polizeiinspektor, Bürgermeister und Politiker.
Krummel war der Sohn von Johann Georg Krummel (getauft 19. Juli 1760 in Alt-Wildungen; † 17. Januar 1827 ebenda) und dessen Ehefrau Anna Barba (Barbara) geborene Kahlhöfer (* 6. Dezember 1765 in Alt-Wildungen; † 7. Dezember 1847 ebenda). Er heiratete am 24. August 1828 in Alt-Wildungen Marianne Sophie Wilhelmine geborene Pape (* 4. Juli 1800 in Alt-Wildungen; † 17. November 1856 ebenda), die Tochter des Stadtschreibers und Gutsbesitzers in Alt-Wildungen, Carl Christian Wilhelm Pape (* 1. September 1768, in Nieder-Wildungen; † 11. Juli 1843 in Alt-Wildungen) und dessen Ehefrau Caroline Philippine geborene Müller (* 11. März 1774 in Mengeringhausen; † 24. November 1836 in Alt-Wildungen).
Krummel war Gutsbesitzer in Alt-Wildungen und (1838) dort auch Polizeiinspektor. Er amtierte von 1838 bis 1848 als Bürgermeister der Stadt Alt-Wildungen. Vom 20. Oktober 1838 bis zum 14. Juni 1848 war er als Bürgermeister der Stadt Alt-Wildungen Landstand des Fürstentums Waldeck tätig. Nach der Märzrevolution wurde der Landtag ab 1848 gewählt und die automatische Mitgliedschaft des Bürgermeisters der Stadt Alt-Wildungen in den Ständen entfiel. 1845 war er der 25. Schützenkönig der Schützengesellschaft Alt-Wildungen.